# Червена тангара
Червената тангара (Calochaetes coccineus) е вид птица от семейство Тангарови (Thraupidae), единствен представител на род Calochaetes.

## Разпространение
Видът е разпространен в Еквадор, Колумбия и Перу.